# Acacia tetragonocarpa
Acacia tetragonocarpa är en ärtväxtart som beskrevs av Meissner. Acacia tetragonocarpa ingår i släktet akacior, och familjen ärtväxter. Inga underarter finns listade i Catalogue of Life.